# 103rd Street (stacja metra na Lexington Avenue Line)
103rd Street – stacja początkowa metra nowojorskiego na liniach 4 i 6. Znajduje się w dzielnicy Manhattan, w Nowym Jorku i zlokalizowana jest pomiędzy stacjami 110th Street i 96th Street. Została otwarta 17 lipca 1918.